# 1985年 (曲)
1985年（Nineteen Hundred and Eighty-Five）は、1973年にポール・マッカートニー&ウイングスが発表した楽曲。

## 概要
アルバム『バンド・オン・ザ・ラン』収録。オリジナルでは同アルバムの最後を飾る曲である。
その他の取り扱いについては、「ポール・マッカートニー・コレクションシリーズ」では後に「愛しのヘレン」（Helen Wheels）などボーナストラックが続く。アメリカ及び日本では、シングル『バンド・オン・ザ・ラン』のB面に入っていた。
ラゴスでレコーディングされたものに、ロンドンでストリングスとブラス・セクションをオーバーダビングしている。印象的なピアノで始まるメロディが繰り返される内にダンスミュージックの趣を帯び、やがてロックとなり壮大なオーケストラになり、最後に「バンド・オン・ザ・ラン」の一節がリプライズで現れるという多彩なサウンドとなっている。